# Ramadan Sobhi
Ramadan Sobhi (Cairo, 23 de janeiro de 1997) é um futebolista egípcio que atua como meia-atacante. Atualmente joga pelo Pyramids.

## Carreira

### Huddersfield Town
Ramadan Sobhi se transferiu para o Huddersfield Town, em 2018.

## Carreira
Ramadan Sobhi representou o elenco da Seleção Egípcia de Futebol no Campeonato Africano das Nações de 2017.
Também atuou na Copa do Mundo de 2018, na Rússia. 
Ramadan Sobhi foi um dos 22 convocados para representar o Egito nos Jogos Olímpicos de Tokyo. 

## Títulos
Al-Ahly
- Campeonato Egípcio: 2013–14, 2015–16, 2018–19, 2019–20
- Supercopa do Egito: 2014, 2015, 2018
- Liga dos Campeões da CAF: 2019–20
- Copa das Confederações da CAF: 2014

Pyramids
- Copa do Egito: 2023–24
- Liga dos Campeões da CAF: 2024–25[2]

Seleção Egípcia
- Campeonato Africano das Nações: Vice - 2017